# Actinidia hypoleuca
Actinidia hypoleuca är en tvåhjärtbladig växtart som beskrevs av Takenoshin Nakai. Actinidia hypoleuca ingår i släktet aktinidiasläktet, och familjen Actinidiaceae. Inga underarter finns listade i Catalogue of Life.

## Bildgalleri

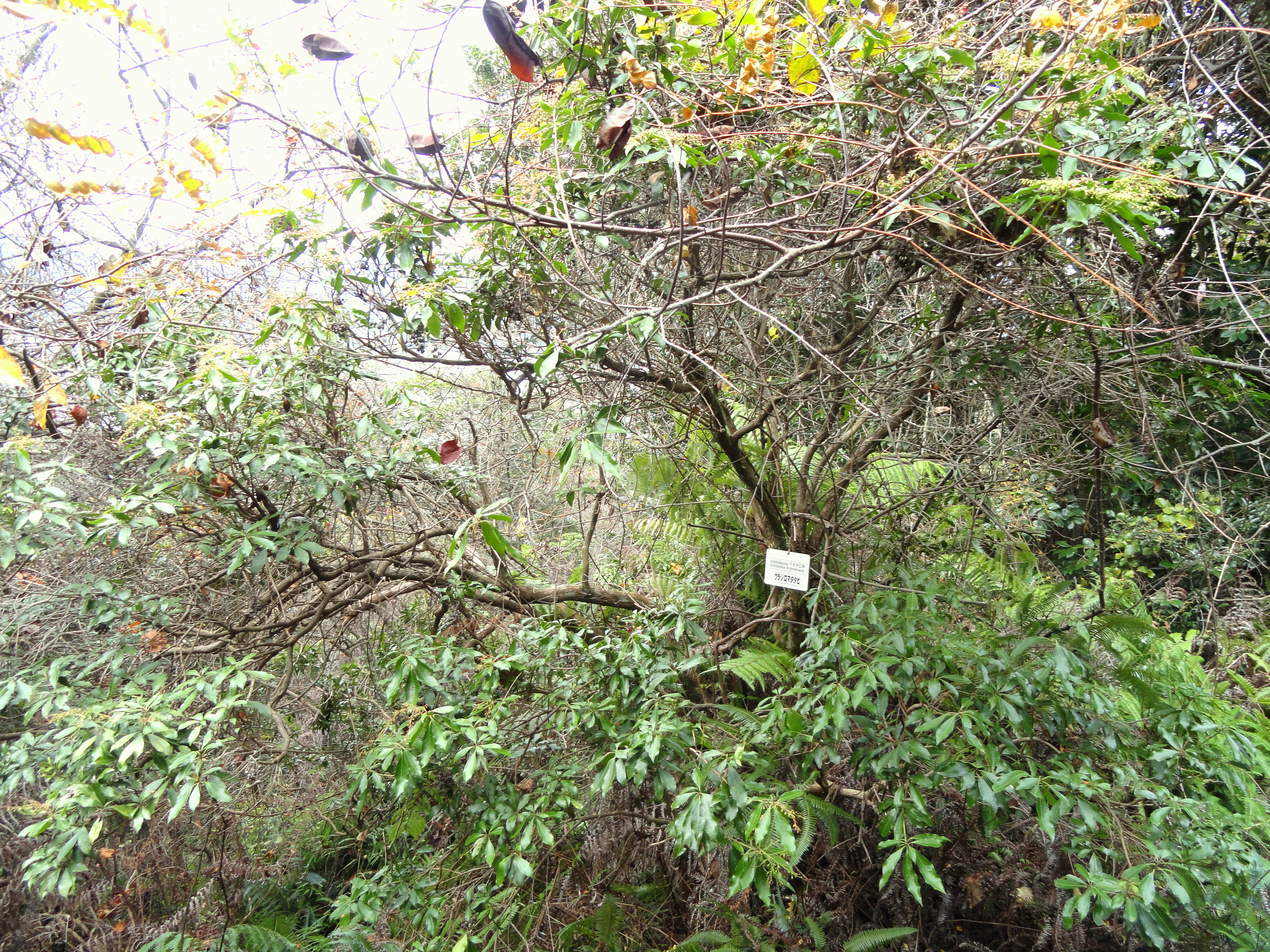